# STATION 19
『STATION 19』（ステーション・ナインティーン）は、2018年からABCで放送されているアメリカ合衆国のテレビドラマシリーズ。医療ドラマ『グレイズ・アナトミー 恋の解剖学』のスピンオフシリーズで、シアトルのステーション19消防署を舞台に消防士の活躍を描く。出演はジェイナ・リー・オルティス、ジェイソン・ジョージ、グレイ・デイモンなど。アメリカでは2018年3月22日にABCで放送が始まり、日本では2019年8月1日にひかりTVで日本語字幕版が放送された。
2023年12月、2024年3月14日から放送予定のシーズン7を以て終了する事が発表された。

## あらすじ
シアトルのステーション 19消防署に務める女性消防士・アンディ。ある日、恋人のジャックがプロポーズするつもりだと知る。そんな中、自身の父親でもある隊長が火災現場で心肺停止に陥ってしまう。

## キャスト

### メイン
アンディ・ヘレラ
演 - ジェイナ・リー・オルティス
ベン・ウォーレン
演 - ジェイソン・ジョージ
ジャック・ギブソン
演 - グレイ・デイモン
ビクトリア・ヒューズ
演 - バレット・ドス
ライアン・タナー
演 - アルベルト・フレッツァ
トラヴィス・モントゴメリー
演 - ジェイ・ヘイデン
ディーン・ミラー
演 - オキリエテ・オナドワン
マヤ・ビショップ
演 - ダニエル・サブレ
Pruitt Herrera
演 - ミゲル・サンドバル
Robert Sullivan
演 - ボリス・コジョー
Dr. Carina DeLuca
演 - ステファニア・スパンピナート

## エピソード一覧

### シーズン一覧
| シーズン | シーズン | エピソード | 米国での放送日 | 米国での放送日 |
| シーズン | シーズン | エピソード | 初回           | 最終回         |
| -------- | -------- | ---------- | -------------- | -------------- |
|          | Pilot    | 1          | 2018年3月1日   | 2018年3月1日   |
|          | 1        | 10         | 2018年3月22日  | 2019年5月17日  |
|          | 2        | 17         | 2018年10月4日  | 2019年5月16日  |
|          | 3        | 16         | 2020年1月23日  | 2020年5月14日  |
|          | 4        | 16         | 2020年11月12日 | 2021年6月3日   |
|          | 5        | 18         | 2021年9月30日  | 2022年5月19日  |

### パイロット・エピソード
- 『グレイズ・アナトミー 恋の解剖学』シーズン14において、下記エピソードが本作のパイロット・エピソードにあたる。

| 通算 | 話数 | タイトル     | 原題                        | 監督                   | 米国放送日   | 視聴者数 （万人） |
| ---- | ---- | ------------ | --------------------------- | ---------------------- | ------------ | ----------------- |
| 306  | 13   | つかんだ希望 | You Really Got a Hold on Me | ンジンガ・スチュワート | 2018年3月1日 | 752               |

### シーズン1（2018年）
| 通算 | 話数 | タイトル       | 原題                | 監督                   | 米国放送日    | 視聴者数 （万人） |
| ---- | ---- | -------------- | ------------------- | ---------------------- | ------------- | ----------------- |
| 1    | 1    | がんじがらめ   | Stuck               | パリス・バークレイ     | 2018年3月22日 | 543               |
| 2    | 2    | 見えない炎     | Invisible to Me     | パリス・バークレイ     |               |                   |
| 3    | 3    | 炎を制する者   | Contain the Flame   | メアリー・ルー・ベリー | 2018年3月29日 | 586               |
| 4    | 4    | 再燃           | Reignited           | デニス・スミス         | 2018年4月5日  | 509               |
| 5    | 5    | 衝撃           | Shock to the System | ミラン・チェイロフ     | 2018年4月12日 | 559               |
| 6    | 6    | 焼却炉の試練   | Stronger Together   | ンジンガ・スチュワート | 2018年4月19日 | 541               |
| 7    | 7    | それぞれの絆   | Let It Burn         | ジェームズ・ハンロン   | 2018年4月26日 | 517               |
| 8    | 8    | 運命の日       | Every Second Counts | マリソル・アドラー     | 2018年5月3日  | 514               |
| 9    | 9    | 追い詰められて | Hot Box             | ニコール・ルビオ       | 2018年5月10日 | 445               |
| 10   | 10   | それぞれの選択 | Not Your Hero       | パリス・バークレイ     | 2018年5月17日 | 510               |

### シーズン2（2018年 - 2019年）
- 第2話「制服の下の葛藤」、第15話「プロポーズの返事は」は、『グレイズ・アナトミー 恋の解剖学』とのクロスオーバー・エピソード

| 通算 | 話数 | タイトル           | 原題                     | 監督                       | 米国放送日     | 視聴者数 （万人） |
| ---- | ---- | ------------------ | ------------------------ | -------------------------- | -------------- | ----------------- |
| 11   | 1    | 回復を願って       | No Recovery              | パリス・バークレイ         | 2018年10月4日  | 517               |
| 12   | 2    | 制服の下の葛藤     | Under the Surface        | ミラン・チェイロフ         | 2018年10月11日 | 654               |
| 13   | 3    | 隠された思い       | Home to Hold Onto        | テッサ・ブレイク           | 2018年10月18日 | 416               |
| 14   | 4    | 過去の足かせ       | Lost and Found           | マーカス・ストークス       | 2018年10月25日 | 502               |
| 15   | 5    | 炎の行方           | Do a Little Harm...      | シルヴァン・ホワイト       | 2018年11月1日  | 489               |
| 16   | 6    | 愛する人のために   | Last Day on Earth        | スティーヴ・ロビン         | 2018年11月8日  | 510               |
| 17   | 7    | 嵐の感謝祭         | Weather the Storm        | オリヴァー・ボーケルバーグ | 2018年11月15日 | 591               |
| 18   | 8    | 命の重さ           | Crash and Burn           | パリス・バークレイ         | 2019年3月7日   | 524               |
| 19   | 9    | 法と正義           | I Fought the Law         | シドニー・フリーランド     | 2019年3月14日  | 502               |
| 20   | 10   | 恐怖の電車         | Crazy Train              | ダリン・オカダ             | 2019年3月21日  | 555               |
| 21   | 11   | ベイビー・ブーム   | Baby Boom                | マーカス・ストークス       | 2019年3月28日  | 544               |
| 22   | 12   | 雨から始まる未来   | When It Rains, It Pours! | エレン・プレスマン         | 2019年4月4日   | 526               |
| 23   | 13   | 暗い夜             | The Dark Night           | ステイシー・K・ブラック    | 2019年4月11日  | 538               |
| 24   | 14   | 真の友情           | Friendly Fire            | デメイン・デイヴィス       | 2019年4月18日  | 496               |
| 25   | 15   | プロポーズの返事は | Always Ready             | ニコール・ルビオ           | 2019年5月2日   | 639               |
| 26   | 16   | 旅立ちの時         | For Whom the Bell Tolls  | テッサ・ブレイク           | 2019年5月9日   | 505               |
| 27   | 17   | 決断の時           | Into the Wildfire        | パリス・バークレイ         | 2019年5月16日  | 482               |

## 製作
2017年5月16日、ABCは『グレイズ・アナトミー』のスピンオフ第2弾の製作を発表した。シーズン1の撮影は2017年10月18日に始まり、2018年4月2日に終了した。